# La Neuville-aux-Bois
Pour les articles homonymes, voir Neuville.
Ne doit pas être confondu avec Neuville-aux-Bois (Loiret), Neuville-au-Bois ou Laneuville-aux-Bois.
La Neuville-aux-Bois est une commune française, située dans le département de la Marne en région Grand Est.

## Géographie
La Neuville-aux-Bois se situe dans l'est de la Marne, en Argonne. La commune s'étend sur 1 448 hectares. Sa partie orientale est occupée la forêt de Belval. À l'ouest, on trouve plusieurs étangs dont les principaux sont ceux des Fausses et d'Oie. Le village est arrosé par l'Ante. Le hameau de Bournonville, au nord-est de la commune, est partagée avec Le Vieil-Dampierre.
|           | Le Vieil-Dampierre   |                 |
| Épense    | La Neuville-aux-Bois | Les Charmontois |
| Remicourt | Givry-en-Argonne     | Le Châtelier    |

### Hydrographie
La commune est dans la région hydrographique « la Seine du confluent de l'Oise (inclus) à l'embouchure » au sein du bassin Seine-Normandie. Elle est drainée par l'Ante, le ruisseau de Bord, la Gravelette, le cours d'eau 03 de la commune de Neuville-aux-Bois, le Fossé 01 de la commune de Neuville-aux-Bois, le Fossé 01 de la commune du Vieil-D'Ampierre, le Fossé 03 de la commune de Remicourt, le Fossé 03 de la commune des Charmontois, le Fossé 07 de la commune de Neuville-aux-Bois, le Fossé 07 de la commune du Vieil-d'Ampierre, le Fossé 08 de la commune du Vieil-D'Ampierre et le ruisseau de l'Étang Neuf,.
L'Ante, d'une longueur de 26 km, prend sa source dans la commune de Noirlieu et se jette  dans l'Aisne à Verrières, après avoir traversé onze communes. 

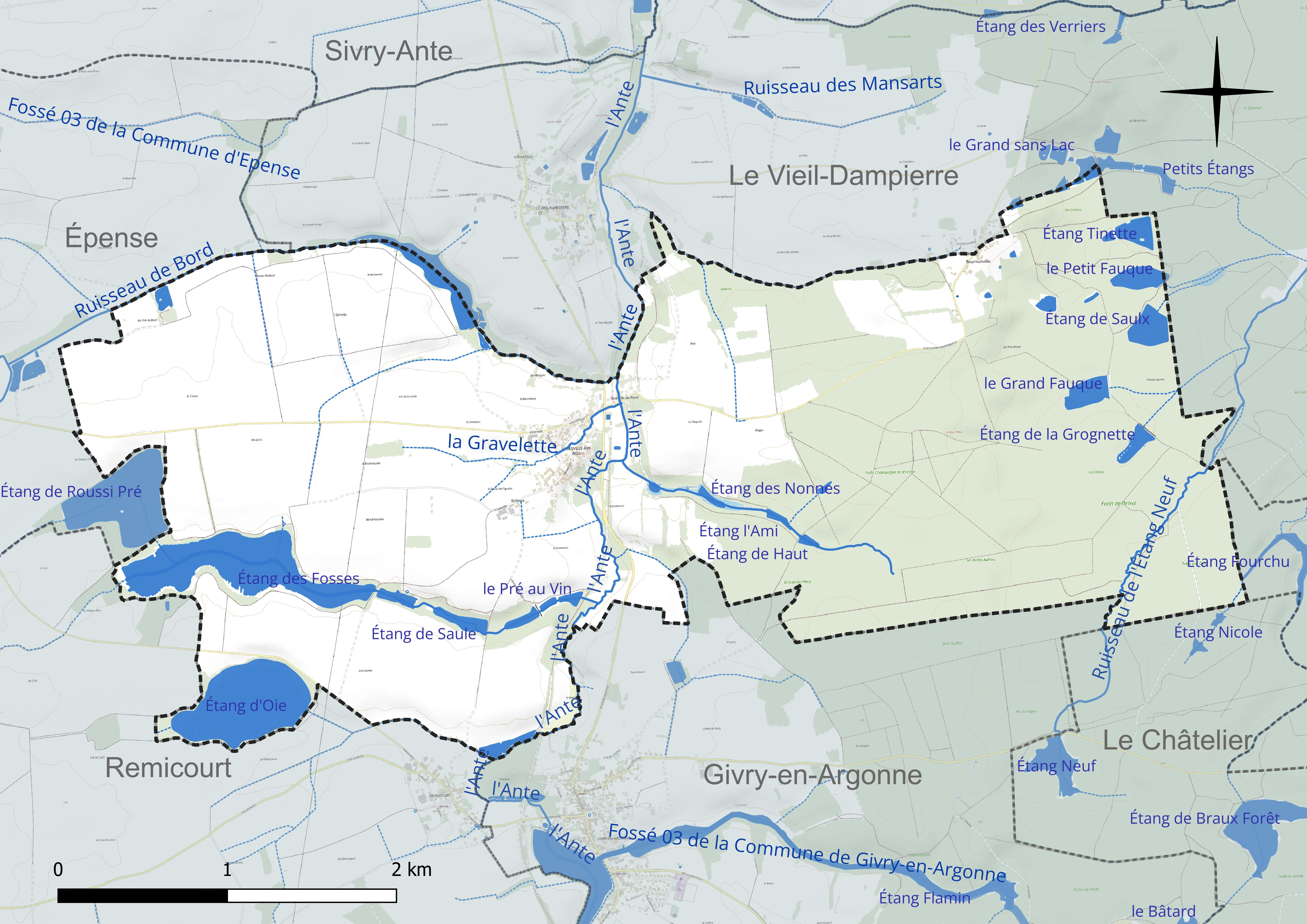
Réseau hydrographique de la Neuville-aux-Bois.

Divers plans d'eau complètent le réseau hydrographique : la Chanoire (1,1 ha), le Grand Fauque (3,5 ha), le Petit Fauque, d'une superficie totale de 3,4 ha (3,3 ha sur la commune), le Pré au Vin (1,2 ha), l'étang de Haut (0,5 ha), l'étang de la Grognette (2 ha), l'étang de Perceval (0,3 ha), l'étang de Saule (2,2 ha), l'étang de Saulx (4,1 ha), l'étang des Fosses (31,4 ha), l'étang des Nonnes (0,7 ha), l'étang d'Oie (27,3 ha), l'étang l'Ami (0,7 ha) et l'étang Tinette (2,8 ha),.

### Climat
Pour des articles plus généraux, voir Climat du Grand Est et Climat de la Marne.
En 2010, le climat de la commune est de type climat des marges montargnardes, selon une étude du Centre national de la recherche scientifique s'appuyant sur une série de données couvrant la période 1971-2000. En 2020, Météo-France publie une typologie des climats de la France métropolitaine dans laquelle la commune est exposée à un climat océanique altéré et est dans la région climatique  Nord-est du bassin Parisien, caractérisée par un ensoleillement médiocre, une pluviométrie moyenne régulièrement répartie au cours de l’année et un hiver froid (3 °C). 
Pour la période 1971-2000, la température annuelle moyenne est de 10,1 °C, avec une amplitude thermique annuelle de 15,8 °C. Le cumul annuel moyen de précipitations est de 883 mm, avec 13 jours de précipitations en janvier et 9,1 jours en juillet. Pour la période 1991-2020, la température moyenne annuelle observée sur la station météorologique de Météo-France la plus proche, « Argers », sur la commune d'Argers à 11 km à vol d'oiseau, est de 10,9 °C et le cumul annuel moyen de précipitations est de 739,4 mm. 
La température maximale relevée sur cette station est de 41,1 °C, atteinte le 25 juillet 2019 ; la température minimale est de −17,5 °C, atteinte le 20 décembre 2009,,. 
Les paramètres climatiques de la commune ont été estimés pour le milieu du siècle (2041-2070) selon différents scénarios d'émission de gaz à effet de serre à partir des nouvelles projections climatiques de référence DRIAS-2020. Ils sont consultables sur un site dédié publié par Météo-France en novembre 2022.

## Urbanisme

### Typologie
Au 1er janvier 2024, La Neuville-aux-Bois est catégorisée commune rurale à habitat dispersé, selon la nouvelle grille communale de densité à sept niveaux définie par l'Insee en 2022.
Elle est située hors unité urbaine. Par ailleurs la commune fait partie de l'aire d'attraction de Sainte-Menehould, dont elle est une commune de la couronne,. Cette aire, qui regroupe 50 communes, est catégorisée dans les aires de moins de 50 000 habitants,.

### Occupation des sols
L'occupation des sols de la commune, telle qu'elle ressort de la base de données européenne d’occupation biophysique des sols Corine Land Cover (CLC), est marquée par l'importance des territoires agricoles (53,2 % en 2018), une proportion sensiblement équivalente à celle de 1990 (52,7 %). La répartition détaillée en 2018 est la suivante : 
forêts (38,6 %), terres arables (37,1 %), prairies (13,5 %), eaux continentales (6,3 %), zones agricoles hétérogènes (2,6 %), zones urbanisées (1,8 %). L'évolution de l’occupation des sols de la commune et de ses infrastructures peut être observée sur les différentes représentations cartographiques du territoire : la carte de Cassini (XVIIIe siècle), la carte d'état-major (1820-1866) et les cartes ou photos aériennes de l'IGN pour la période actuelle (1950 à aujourd'hui).

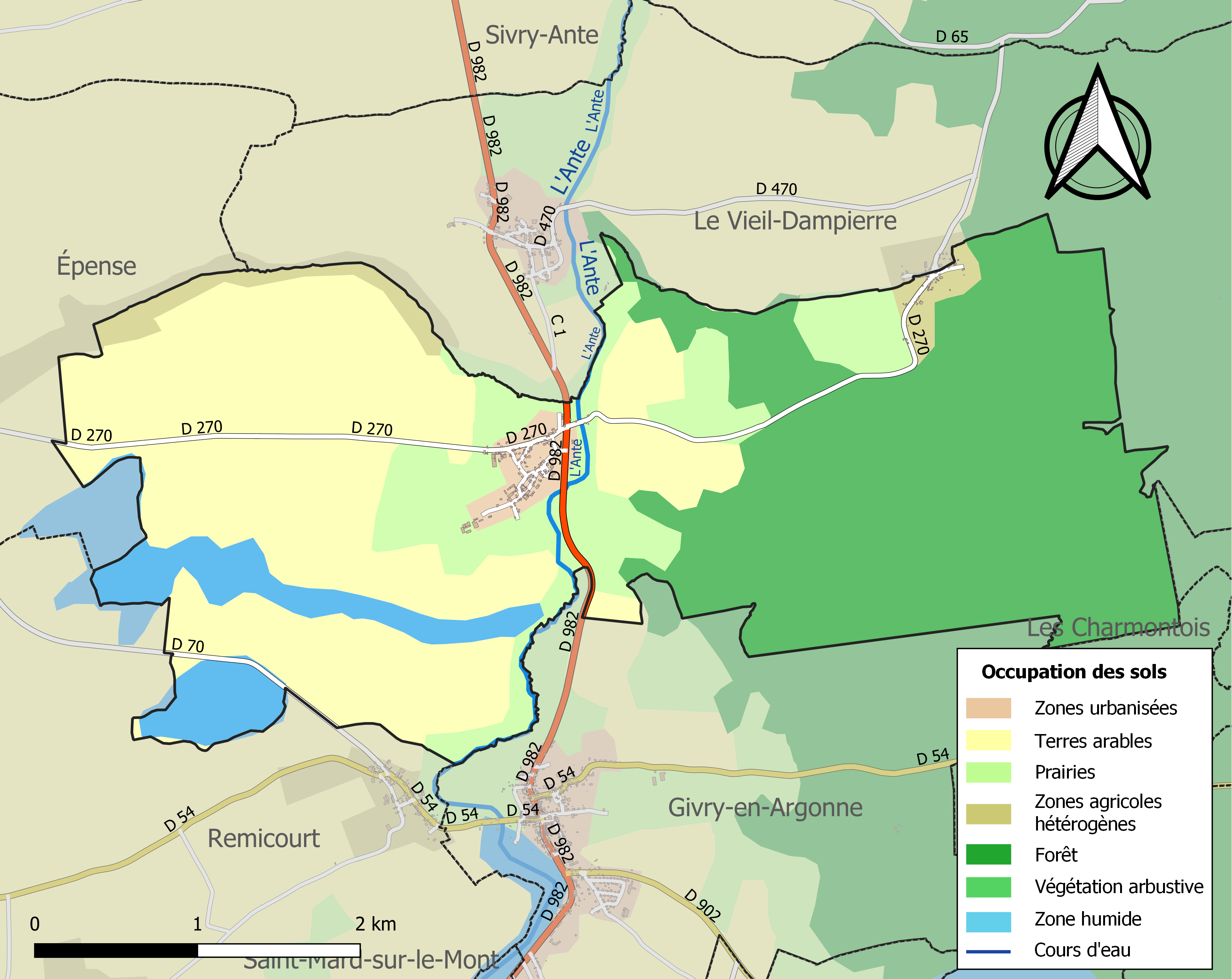
Carte des infrastructures et de l'occupation des sols de la commune en 2018 (CLC).

## Toponymie
Le nom de la localité est attesté sous les formes Nova Villa (1154-1161) ; Nova Villa ad Curtem (1202) ; Nova Villa ad Nemus (1218) ; Nova Villa ad Cort (1219) ; La Nueve-Ville au Bois (1237) ; Nova Villa ad Boscum, … ad dictam villam de Bosco (vers 1240) ; Nova Villa in Bosco (vers 1252) ; Novilla (1262) ; La Nue-Ville-aus-Bois (1277) ; La Nue-Ville deu Bois, La Willenueve-au-Bois (vers 1300) ; Nuefville (1367) ; La Nuefveville au Bois (1380) ; La Nuefville au Boix, la Nuefville aux Boys (1389) ; La Nuefville au Bois (1392) ; La Neuveville ès Boiz (1402) ; Novilla ad Nemus (1405) ; La Neuville (1676).

Le nom Neuville dérive du latin novavilla, ou « nouveau domaine ». C'est un toponyme très répandu désignant une ville nouvelle (« neuve ville »). De l'adjectif de la langue d'oïl neuve et ville « village » dans le bois des Belles-Aulnes.

## Histoire
Le site de La Neuville-aux-Bois date du Néolithique. Le village fut fondé par Renard II, comte de Dampierre en 1202.
Après 1440, Antoine de Bournonville, par héritage de sa femme Jeanne de Thourotte, devient seigneur d'un fief qui est situé à cheval sur les actuelles communes du Vieil-Dampierre et de La Neuville-aux-Bois. Ce fief prend le nom de Bournonville et forme actuellement un hameau.
Vers 1630, Simon III d'Ernecourt, baron de Montreuil et d'Estrepy allié à Emilie Catherine Aubery du Maurier, est seigneur de La Neuville-aux-Bois , le Vieil Dampierre, et Sommeyeire. Sa fille Françoise d'Ernecourt fait alliance avec Charles de Chérisey. Le mariage  aura lieu au château de Montreuil, château aujourd'hui disparu. 
La seigneurie de La Neuville-aux-Bois appartint à la famille de Ficquelmont.
La mairie et ancienne école de La Neuville fut détruite en 2005 après un incendie. La construction de la mairie et d'une salle de réunion familiale a commencé en janvier 2006 et a été achevée en mars 2007. Lors de son inauguration, Luc De Guizelin a été distingué du titre de maire honoraire de La Neuville-aux-Bois après plus de 30 ans de service à la mairie.

## Politique et administration
Par décret du 29 mars 2017, l'arrondissement de Sainte-Menehould est supprimée et la commune est intégrée le 31 mars 2017 à l'arrondissement de Châlons-en-Champagne.

### Intercommunalité
La commune, antérieurement membre de la communauté de communes de la Région de Givry-en-Argonne, est membre, depuis le 1er janvier 2014, de la CC de l'Argonne Champenoise.
En effet, conformément au schéma départemental de coopération intercommunale de la Marne du 15 décembre 2011, cette communauté de communes de l'Argonne Champenoise est issue de la fusion, au 1er janvier 2014,  de : 
- la communauté de communes du Canton de Ville-sur-Tourbe ;
- de la communauté de communes de la Région de Givry-en-Argonne ;
- et de la communauté de communes de la Région de Sainte-Menehould.

Les communes isolées de Cernay-en-Dormois, Les Charmontois, Herpont et Voilemont ont également rejoint l'Argonne Champenoise à sa création.

### Liste des maires
| Période                                  | Période                      | Identité           | Étiquette | Qualité                        |
| ---------------------------------------- | ---------------------------- | ------------------ | --------- | ------------------------------ |
| Les données manquantes sont à compléter. |                              |                    |           |                                |
| 1977                                     | 2008                         | Luc de Guizelin    | DVD       | Conseiller général (1988-2001) |
| 2008                                     | 2014                         | Lionel Massé       |           |                                |
| 2014                                     | En cours (au 4 juillet 2014) | Jean-Pierre Mignon |           |                                |

## Équipements et services publics

### Postes et télécommunications
Une boîte aux lettres de La Poste se trouve sur le territoire de la commune, rue des Écoles. Les bureaux de poste les pluss proches sont situés à Seuil-d'Argonne, dans la Meuse et à Sainte-Menehould.

### Justice, sécurité et secours
Du point de vue judiciaire, La Neuville-aux-Bois relève du conseil de prud'hommes, du tribunal de commerce, du tribunal judiciaire, du tribunal paritaire des baux ruraux et du tribunal pour enfants de Châlons-en-Champagne, dans le ressort de la cour d'appel de Reims. Pour le contentieux administratif, la commune dépend du tribunal administratif de Châlons-en-Champagne et de la cour administrative d'appel de Nancy.
La Neuville-aux-Bois est située en secteur Gendarmerie nationale et dépend de la brigade de Givry-en-Argonne.
En matière d'incendie et de secours, la caserne la plus proche est celle de Givry-en-Argonne, rattachée au Service départemental d'incendie et de secours (SDIS) de la Marne. 

## Démographie
Les habitants de La Neuville-aux-Bois sont les Neuvillois et Neuvilloises.
L'évolution du nombre d'habitants est connue à travers les recensements de la population effectués dans la commune depuis 1793. Pour les communes de moins de 10 000 habitants, une enquête de recensement portant sur toute la population est réalisée tous les cinq ans, les populations de référence des années intermédiaires étant quant à elles estimées par interpolation ou extrapolation. Pour la commune, le premier recensement exhaustif entrant dans le cadre du nouveau dispositif a été réalisé en 2007.

En 2022, la commune comptait 138 habitants, en évolution de −6,76 % par rapport à 2016 (Marne : −1,19 %, France hors Mayotte : +2,11 %).
| 1793 | 1800 | 1806 | 1821 | 1831 | 1836 | 1841 | 1846 | 1851 |
| ---- | ---- | ---- | ---- | ---- | ---- | ---- | ---- | ---- |
| 400  | 414  | 426  | 401  | 435  | 428  | 406  | 466  | 482  |

| 1856 | 1861 | 1866 | 1872 | 1876 | 1881 | 1886 | 1891 | 1896 |
| ---- | ---- | ---- | ---- | ---- | ---- | ---- | ---- | ---- |
| 457  | 445  | 462  | 442  | 433  | 432  | 433  | 390  | 372  |

| 1901 | 1906 | 1911 | 1921 | 1926 | 1931 | 1936 | 1946 | 1954 |
| ---- | ---- | ---- | ---- | ---- | ---- | ---- | ---- | ---- |
| 371  | 354  | 349  | 281  | 238  | 231  | 217  | 176  | 176  |

| 1962 | 1968 | 1975 | 1982 | 1990 | 1999 | 2006 | 2007 | 2012 |
| ---- | ---- | ---- | ---- | ---- | ---- | ---- | ---- | ---- |
| 183  | 183  | 190  | 172  | 188  | 162  | 157  | 156  | 161  |

| 2017 | 2022 | - | - | - | - | - | - | - |
| ---- | ---- | - | - | - | - | - | - | - |
| 143  | 138  | - | - | - | - | - | - | - |

## Culture locale et patrimoine

### Lieux et monuments
L'église, dédiée à saint Remi, date du XIe siècle ; elle a été récemment restaurée.
Le village a reçu une fleur au concours des villes et villages fleuris.
La commune accueille un camp international de scoutisme, « Chardante », avec Le Vieil-Dampierre.

### Personnalités liées à la commune
- Professeur Choron (Georges Bernier), écrivain et patron de presse né le 21 septembre 1929 à La Neuville-aux-Bois et mort à Paris le 10 janvier 2005.